# Jemielno
Pour les articles homonymes, voir Jemielno (homonymie).
Jemielno est une localité polonaise, siège de la gmina de Jemielno, située dans le powiat de Góra en voïvodie de Basse-Silésie.

## Histoire
De 1742 à 1945, Gimmel fait partie de l'arrondissement de Guhrau dans le district de Breslau au sein de la province de Silésie.